# Pratos à base de mandioca

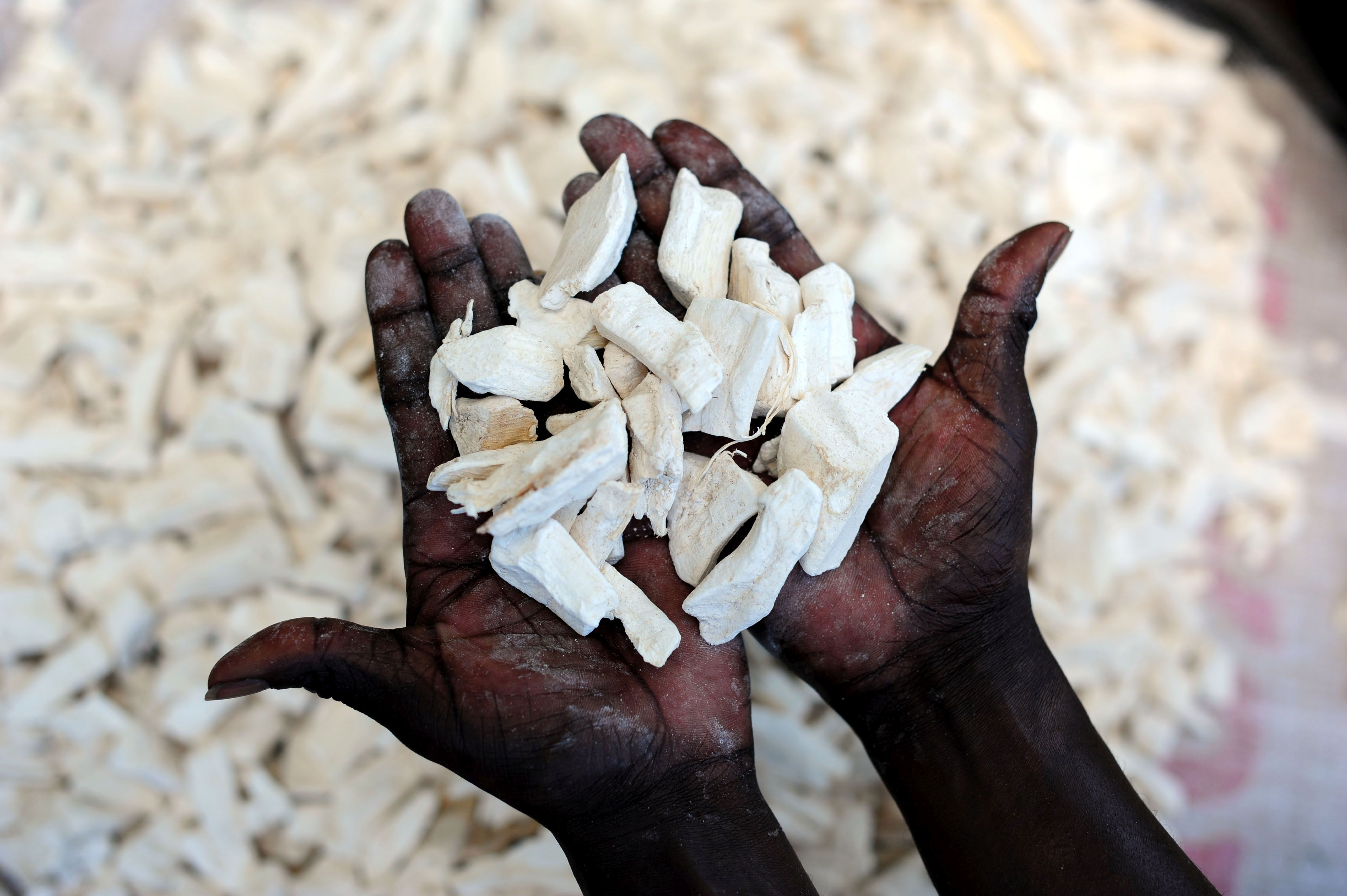
Mandioca triturada

Uma grande variedade de pratos à base de mandioca são consumidos nas regiões onde a mandioca (mandioca, Manihot esculenta) é cultivada, e eles incluem muitas características nacionais e étnicas em sua produção.
Como alimento, a raiz de mandioca é semelhante à batata, pois são ricos em amido, não comestíveis quando cru, e possuem um sabor suave quando cozida. De fato, a mandioca pode substituir a batata em muitos pratos e pode ser preparado em formas semelhantes – cozidas, fritas, assadas ou em forma de purê. Ao contrário da batata, no entanto, a mandioca é majoritariamente associada à cultura tropical, e suas características peculiares levam a criação de algumas receitas únicas, como o doce, pudins, que não possuem uma "versão batata" em comum. Em algumas partes do mundo (principalmente na África, Indonésiae Filipinas), as folhas de mandioca também são cozidas e degustadas como um vegetal.
A mandioca crua, especialmente de variedades mais amargas, contém glicosídeos cianogênicos, e normalmente precisam ser preparados sendo fervidas, fermentadas, ou secarem ao sol para evitar a possibilidade de envenenamento por cianeto.

## Pratos regionais

### Caribe
Em muitas ilhas do Caribe, a farinha de mandioca é feita é usada para fazer um pão conhecido como casabe ou "pão de mandioca".

#### Cuba
A mandioca é um alimento da cozinha Cubana. Além do casabe, ele é preparado como um prato cozido, coberto com de anéis de cebola e alho frito com infusão de azeite. Também pode ser cozido e cortado em tiras, tornando-se o prato conhecido como yuca frita (semelhantes a batatas fritas). Yuca é também um dos principais ingredientes de um tradicional ensopado cubano chamado ajiaco, juntamente com as batatas, malanga, boniato (batata doce), banana-da-terra, inhame, milho e outros vegetais.Buñuelos cubanos, uma variação local da tradicional fritura espanhola (semelhante ao francês carolina), é feita com mandioca e batata-doce em vez de farinha de trigo. Quando fritos com vegetais, como batata, batata-doce, yuca e a banana e cortados de forma transversal, resultam em rodelas que são chamados de "chicharritas". 
Churros tradicionais cubanos historicamente são preparados com massa de yuca colar, sendo feito dessa forma pela maior parte das famílias cubanas .

#### Haiti
Mandioca (em francês:  Cassave) é um alimento popular no Haiti , onde é frequentemente consumido como parte de uma refeição ou, ocasionalmente, sozinho. Ele geralmente é comido no pão de forma, muitas vezes com manteiga de amendoim ou com leite. Farinha de mandioca, conhecida como musa ou moussa, é fervida para criar uma refeição com o mesmo nome. A mandioca também pode ser comida com vários guisados e sopas, tais como sopa de abóbora (conhecido como sopa joumou). Farinha de mandioca também é usado para fazer um cookie tradicional haitiano chamado bombom lamindon. O vegetal de raiz yuca é ralado, enxaguado, seco, salgado, e prensado para formar mini bolos de cerca de 4 polegadas (10 cm) de diâmetro e 1/2 polegadas (1 cm) de espessura.

#### República Dominicana
Como uma alternativa para acompanhamentos como batatas fritas, arepitas de yuca são consumidos, sendo fritos com manteiga e ralados. Bollitos, são feitos de forma semelhante pelos colombianos. Também, um tipo de empanada chamado catibía tem sua massa feita de farinha de mandioca. Ele é feito a partir da mandioca descascada e cozida, temperado com azeite e vinagre e servido com outros vegetais de raiz como batatas, ñame, inhame, cará, batata (batata-doce) e yautía (taro). A mandioca também é usada para fazer chulos, principalmente na região de Cibao: raspas de mandioca e outros são moldadas em uma forma cilíndrica, semelhante a um croquete, e frito. Além disso, a mandioca é um ingrediente importante para sancocho.

#### Porto Rico
A raiz, em sua cozidos e descascados forma, está presente na típica Puerto Rican ensopado, o sancocho, juntamente com bananas, batatas, yautía, entre outros produtos hortícolas, ele também pode ser consumido isoladamente como alternativa às batatas cozidas ou banana-da-terra). Ele pode ser moído e usado como um colar (masa) para fazer uma normalmente Porto-Riquenho de Natal prato chamado pasteles. Estes são semelhantes para os tamales Mexicanos na aparência, mas são feitos com vegetais de raiz, banana-da-terra, ou yuca em vez de milho. Pasteles são retangulares e têm uma carne de recheio no centro, normalmente, frango ou carne de porco. Eles são envolvidos em uma folha de plátano. Guanimes são também smilier para tamales; eles são feitos com yuca ou purê de banana-da-terra com especiarias, coco e envolto em folha de bananeira e são a forma como um registo. Masa feita a partir de mandioca, que também é usado para alcapurrias. Estas são preenchidas com carne semelhante à pasteles, mas são fritos em vez disso. Yuca em Porto Rico também é frito, esmagado com o alho, o azeite, o caldo de carne e, em seguida, recheado com torresmo ou bacon para fazer mofongo de yuca. Casabe pão também é uma comida tradicional, feita a partir de yuca, mas não é muito comumente consumido. Escabeche de yuca, mandioca e frango gizzards em conserva em um garlicky salmoura com cebola e azeitonas. Serernata de Bacalhau, bacalhau peixe misturado com mandioca e tropical outros vegetais de raiz, banana verde, repolho, chuchu, ovos cozidos, e o abacate. Mandioca temperada cookies chamado de alfajor são vendidos por toda a ilha e muito popular durante a temporada de Natal.

#### Jamaica
Na Jamaica, a mandioca é tradicionalmente feita em bammy, um pequeno frito, bolo de macaxeira herdadas dos nativos Aruaques Índios. A raiz de mandioca é ralada, enxaguar bem, secos, salgados, e prensadas para formar mini bolos de cerca de 4 polegadas (10 cm) de diâmetro e 1/2 polegadas (1 cm) de espessura. Os bolos são assados até a empresa e pode ser armazenada por um longo tempo, se feito corretamente. Estes podem ser preparados por imersão em leite de coco, a água ou o leite normal e frito. Bammies são normalmente servido como um tubérculo prato com pequeno-almoço, com pratos de peixe ou sozinho como um lanche. Finamente ralado, a mandioca também é adicionado para panquecas estilo Europeu, substituindo parte da farinha de trigo.
Bammy bolos são usados para servir peixe frito na beira da estrada representa (semelhantes a conchas de taco, embora o sabor não é nada como o milho ou a farinha de conchas de taco.) Estes bolos são feitos a partir de raspas de mandioca amarga (Manihot utilissima Pohl) raiz, que foi cuidadosamente processados para remover compostos tóxicos. Raspa de mandioca, que é lavado e pressionado através de tecidos "bammy sacos" (o escoamento de que contém cianeto e é muito tóxico para seres humanos e animais) e frito em televisão rodada de "bolos". O doce de raiz de mandioca, M. esculenta subespécies flabellifolia, é cozido e utilizado como batatas cozidos. (Esta observação é baseada na Agricultura de Sistemas de Pesquisa realizada na Jamaica em 1990, sob os auspícios do Jamaicano Desenvolvimento Agrícola da Fundação e da Universidade da Flórida, em Gainesville.)

#### O Bahamas E Ilhas Turks e Caicos
Nas Bahamas e as Ilhas Turks e Caicos, a mandioca é feito em um pão, ou é comido cozido, seja sozinho ou com a batata-doce, repolho, banana e carne. Como alternativa, é cozida em sopas com quiabo ou com bolinhos.

#### Dominica
O nativo Carib pessoas de Dominica dependem de mandioca como cultura descontínuas. Tradicional "pão" é feita por moagem de raiz de mandioca, misturando-o com água (e, às vezes, lascas de coco) e fritar em grandes grades de metal sólido. Pão de mandioca cozida desta forma é dura e borrachuda e pode ser usado para wraps e sanduíches. Ele é mais frequentemente consumidos por si só. Os Caribes ter várias pequenas estações ao longo Dominica principal auto-estrada, onde os moradores cozinhar pão de mandioca ar livre cozinhas para os espectadores e turistas.